# Jorge Paixão da Costa
Jorge Manuel Paixão da Costa (Lisboa, 13 de outubro de 1954) é um realizador de televisão e cinema e professor universitário português.

## Biografia
Licenciou-se em Cinematografia pela Universidade de Estocolmo em 1982. Frequentou o Masters School of the European Film Academy, em Berlim, ano de 1992.
No cinema foi realizador de quatro películas, sendo as longas-metragens Adeus Princesa (1994) e O Mistério da Estrada de Sintra (2007) os títulos mais conhecidos do realizador.
Assinou a realização de mais de dez produções televisivas, entre telefilmes (2005 - 29 Golpes, A Escada e O Mergulho), séries (2004 - A Ferreirinha, 2002 - Lusitana Paixão, 2001 - Sociedade Anónima, 2000 - A Raia dos Medos, 1999 - Não és Homem Não És Nada, 1996 - Polícias, 1990 - Os Melhores Anos) e novelas (2002 - Lusitana Paixão, 1996 - Roseira Brava, 1995 - Desencontros, 1994 - Na Paz dos Anjos).
É professor da Universidade Lusófona de Humanidades e Tecnologias desde 1997. 

## Filmografia
A sua filmografia é composta por: 

### Telefilmes
- Fugas.pt (2003)
- 29 Golpes (2005)
- A Escada (2005)
- O Mergulho (2005)
- A Invenção  (2007)

### Filmes
- Soldado Milhões (2017)
- Jacinta (2016)
- O Mistério da Estrada de Sintra (2006)
- Le Fantôme du Palais (1993) (curta metragem)
- Pipo (1992) (curta metragem)
- Cem Anos de Perdão... (1992) (curta metragem)
- Adeus Princesa (1991)

### Séries
- A Espia (2019)
- Soldado Milhões (2018)
- À Porta da História (2017)
- República (2010)
- O Que Se Passou Foi Isto (2009)
- Nome de Código: Sintra (2006)
- A Ferreirinha (2004)
- Sociedade Anónima (2001)
- A Raia dos Medos (1999)
- Não és Homem Não És Nada (1999)
- Polícias (1996/1997)
- Detectim (1991)
- Os Melhores Anos (1990)

### Novelas
- Lusitana Paixão (RTP, 2002)
- Roseira Brava (RTP, 1995)
- Desencontros (RTP, 1994/1995)
- Na Paz dos Anjos (RTP, 1993/1994)

## Ligações Externas
- Universidade Lusófona | Entrevista a Jorge Paixão da Costa
- Fado TV | J.B.S.Conversas com Arte: Entrevista com Jorge Paixão da Costa (2018)